# Eleição para mesa diretora do Senado Federal do Brasil em 2017
A eleição para a mesa diretora do Senado Federal do Brasil em 2017 ocorreu no dia 1 de fevereiro de 2017, e resultou na eleição do presidente e de dois vice-presidentes, dos cargos de 1º, 2º, 3º e 4º Secretário da mesa e dos seus respectivos suplentes.
A eleição para a presidência do Senado Federal ocorreu no mesmo dia, e elegeu o cearense Eunício Oliveira para a presidência da casa para o biênio 2017-18. O presidente e os demais cargos da Mesa Diretora são eleitos com a maioria absoluta dos votos (ou seja, 50% mais um dos votos válidos).
O senador Eunício Oliveira (MDB-CE) e José Medeiros (PSD/MT) foram os únicos candidatos a vaga, sendo que este primeiro foi eleito no primeiro turno com 61 votos.

## Resultados

### Presidente
Eunício Oliveira foi eleito presidente com 61 votos em primeiro turno.
| Candidato        | Número de Votos | Partido | UF          | %      |
| ---------------- | --------------- | ------- | ----------- | ------ |
| Eunício Oliveira | 61              | PMDB    | Ceará       | 75,30% |
| José Medeiros    | 10              | PSD     | Mato Grosso | 12,34% |
| Brancos          | 10              | -       | -           | 12,34% |
| TOTAL            | 81              | -       | -           | 100%   |

| Partido | Partido | Candidato  | Votos | Votos (%) |
| ------- | ------- | ---------- | ----- | --------- |
|         | PMDB-CE | Eunício    | 61    | 75,31%    |
|         | PSD-MT  | Medeiros   | 10    | 12,35%    |
|         | —       | Abstenções | 10    | 12,35%    |
| Totais  | Totais  | Totais     | 81    |           |

### 1º Vice-presidente
Eleito em uma chapa única, Cássio Cunha Lima (PSDB/PB) foi eleito 1º Vice-presidente em primeiro turno.
| Candidato           | Número de Votos | Partido | UF      | %             |
| ------------------- | --------------- | ------- | ------- | ------------- |
| Cássio Cunha Lima   | 75              | PSDB    | Paraíba | 92,59%        |
| Abstenções/Ausentes | 2               | -       | -       | 2,46%         |
| Votos contrários    | 4               | -       | -       | 4,93%         |
| TOTAL               | 79 / 81         | -       | -       | 97,53% / 100% |

| Partido | Partido | Candidato  | Votos | Votos (%) |
| ------- | ------- | ---------- | ----- | --------- |
|         | PSDB-PB | Cássio     | 75    | 92,59%    |
|         | —       | Contrários | 4     | 4,94%     |
|         | —       | Abstenções | 2     | 2,47%     |
| Totais  | Totais  | Totais     | 81    |           |

### 2º Vice-presidente
Eleito em uma chapa única, João Alberto Souza (PMDB/MA) foi eleito 2º Vice-presidente em primeiro turno.
| Candidato           | Número de Votos | Partido | UF       | %             |
| ------------------- | --------------- | ------- | -------- | ------------- |
| João Alberto Souza  | 75              | PMDB    | Maranhão | 92,59%        |
| Abstenções/Ausentes | 2               | -       | -        | 2,46%         |
| Votos contrários    | 4               | -       | -        | 4,93%         |
| TOTAL               | 79 / 81         | -       | -        | 97,53% / 100% |

| Partido | Partido | Candidato  | Votos | Votos (%) |
| ------- | ------- | ---------- | ----- | --------- |
|         | PMDB-MA | João       | 75    | 92,59%    |
|         | —       | Contrários | 4     | 4,94%     |
|         | —       | Abstenções | 2     | 2,47%     |
| Totais  | Totais  | Totais     | 81    |           |

### 1º Secretário
Eleito em uma chapa única, José Pimentel (PT-CE) foi eleito 1º Secretário em primeiro turno.
| Candidato           | Número de Votos | Partido | UF    | %             |
| ------------------- | --------------- | ------- | ----- | ------------- |
| José Pimentel       | 75              | PT      | Ceará | 92,59%        |
| Abstenções/Ausentes | 2               | -       | -     | 2,46%         |
| Votos contrários    | 4               | -       | -     | 4,93%         |
| TOTAL               | 79 / 81         | -       | -     | 97,53% / 100% |

| Partido | Partido | Candidato  | Votos | Votos (%) |
| ------- | ------- | ---------- | ----- | --------- |
|         | PT-CE   | Pimentel   | 75    | 92,59%    |
|         | —       | Contrários | 4     | 4,94%     |
|         | —       | Abstenções | 2     | 2,47%     |
| Totais  | Totais  | Totais     | 81    |           |

### 2º Secretário
Eleito em uma chapa única, Gladson Cameli (PP-AC) foi eleito 2º Secretário em primeiro turno.
| Candidato           | Número de Votos | Partido | UF   | %             |
| ------------------- | --------------- | ------- | ---- | ------------- |
| Gladson Cameli      | 75              | PP      | Acre | 92,59%        |
| Abstenções/Ausentes | 2               | -       | -    | 2,46%         |
| Votos contrários    | 4               | -       | -    | 4,93%         |
| TOTAL               | 79 / 81         | -       | -    | 97,53% / 100% |

| Partido | Partido | Candidato  | Votos | Votos (%) |
| ------- | ------- | ---------- | ----- | --------- |
|         | PP-AC   | Cameli     | 75    | 92,59%    |
|         | —       | Contrários | 4     | 4,94%     |
|         | —       | Abstenções | 2     | 2,47%     |
| Totais  | Totais  | Totais     | 81    |           |

### 3º Secretário
Eleito em uma chapa única, Antônio Carlos Valadares (PSB-SE) foi eleito 3º Secretário em primeiro turno.
| Candidato                | Número de Votos | Partido | UF      | %             |
| ------------------------ | --------------- | ------- | ------- | ------------- |
| Antônio Carlos Valadares | 75              | PSB     | Sergipe | 92,59%        |
| Abstenções/Ausentes      | 2               | -       | -       | 2,46%         |
| Votos contrários         | 4               | -       | -       | 4,93%         |
| TOTAL                    | 79 / 81         | -       | -       | 97,53% / 100% |

| Partido | Partido | Candidato  | Votos | Votos (%) |
| ------- | ------- | ---------- | ----- | --------- |
|         | PSB-SE  | Valadares  | 75    | 92,59%    |
|         | —       | Contrários | 4     | 4,94%     |
|         | —       | Abstenções | 2     | 2,47%     |
| Totais  | Totais  | Totais     | 81    |           |

### 4º Secretário
Eleito em uma chapa única, Zezé Perrella (PMDB-MG), foi eleito 4º Secretário em primeiro turno.
| Candidato        | Número de Votos | Partido | UF           | %             |
| ---------------- | --------------- | ------- | ------------ | ------------- |
| Zezé Perrella    | 75              | PMDB    | Minas Gerais | 92,59%        |
| Abstenções       | 2               | -       | -            | 2,46%         |
| Votos contrários | 4               | -       | -            | 4,93%         |
| TOTAL            | 79 / 81         | -       | -            | 97,53% / 100% |

| Partido | Partido | Candidato  | Votos | Votos (%) |
| ------- | ------- | ---------- | ----- | --------- |
|         | PMDB-MG | Perrella   | 75    | 92,59%    |
|         | —       | Contrários | 4     | 4,94%     |
|         | —       | Abstenções | 2     | 2,47%     |
| Totais  | Totais  | Totais     | 81    |           |